# BRM P139
BRM P139 — шасси команды British Racing Motors в Формуле-1 (сезоны 1969 и 1970).

## 1969
В сезоне 1969 Формулы-1 BRM P139 впервые было использовано на Гран-при Великобритании, шестом этапе сезона. Джон Сёртис стартовал с 6 места, что было лучшим результатом сезона для British Racing Motors в квалификации. Но уже на 1 круге Сёртис сошёл из-за разрушения передней подвески. На Гран-при Германии Джон Сёртис не смог стартовать — также из-за проблем с подвеской. Начиная с Гран-при Италии, на BRM P139 ездил и партнёр Сёртиса, Джеки Оливер. Гран-при Италии и Канады очков не принесли: в Монце Джон Сёртис не был классифицирован из-за слишком большого отставания, Джеки Оливер сошёл с дистанции, а в Моспорт-Парке оба не финишировали из-за проблем с двигателями. Однако на Гран-при США 1969 года Джон Сёртис занял третье место, и это было единственным подиумом BRM в сезоне, а на Гран-при Мексики, финальном этапе календаря, Джеки Оливер пришёл шестым.

## 1970
В сезоне 1970 Формулы-1 British Racing Motors использовали почти исключительно шасси BRM P153. Единственный раз на BRM P139 стартовал Джордж Итон. На первом этапе сезона — Гран-при ЮАР - он стартовал 23-м и не доехал до финиша.